# 가정목은선생문집판
가정목은선생문집판(稼亭牧隱先生文集板)은 대한민국 충청남도 서천군 기산면 영모리, 문헌서원 장판각에 보존되어 있는 목판이다. 1978년 3월 31일 충청남도의 유형문화재 제77호로 지정되었다.

## 개요
고려 후기의 대학자인 가정 이곡(李穀, 1298∼1351)과 그의 아들 목은 이색(李穡, 1328∼1396)의 문집을 간행하기 위해 만든 것이다.
이곡은 이제현의 문인으로 도첨의찬성사를 지내고 한산군으로 봉해졌다. 이색은 성균관 대사성을 지낸 성리학자로서 포은 정몽주, 야은 길재와 함께 고려가 망할 때 태조 이성계에 굴하지 않고 절개를 지킨 삼은(三隱)으로 불린다. 현존하는 목판은 975판이 있으며, 문헌서원 장판각에 보존되어 있다.
이 목판은 한국 문화사 뿐만 아니라 국문학사의 귀중한 자료로 평가된다.

## 같이 보기
- 이곡
- 이색
- 문헌서원

## 참고 자료
- 가정목은선생문집판 - 국가유산청 국가유산포털